# Ahmed Masbahi
Ahmed Masbahi est un footballeur international marocain, né le 17 janvier 1966 à Meknès, au Maroc. Il évoluait au poste de défenseur et de milieu de terrain,.

## Biographie
Ahmed Masbahi évolue durant sa carrière de club au Kawkab de Marrakech.
Avec l'équipe nationale du Maroc, il participe à plusieurs matchs de qualification à la Coupe du monde, sans pour autant jouer lors de la compétition. Il dispute, en 1989, deux matchs lors des qualifications de la Coupe du monde de football de 1990, tout d'abord face à la Zambie, puis, face à la Tunisie, lors desquels le Maroc ne réussit pas à se qualifier.
En 1992 et 1993, Masbahi participe à neuf autres matchs pour, cette fois-ci, les qualifications de la Coupe du monde de 1994, avec, au total 6 victoires, 2 nuls et 1 défaite. Il ne marque, cependant, pas de buts. En comptant, au total, les sélections qu'on lui connaît, Masbahi participe à 15 matchs, lors desquels il en remporte, avec son équipe, sept, plus deux matchs nuls et deux défaites, en recevant un carton jaune lors d'un de ces onze matchs.
Lors de la Coupe du monde de 1994, Masbahi fait partie de la liste du sélectionneur Abdellah Blinda pour disputer la compétition. Mais il ne participe malheureusement à aucun match, sur les trois que dispute le Maroc. Il est, ainsi, avec deux autres joueurs, l'un des seuls Marocains à n'avoir joué aucune minute lors de la compétition.
Son club, au Maroc, le Kawkab de Marrakech, remporte entre 1990 et 1994, un championnat en 1992 et deux Coupes du Trône, en 1991 et 1993,. Nous savons qu'il a joué dans ce club entre 1992 et 1994. Mais, par manque d'informations, l'on ne sait pas s'il y joue quelques saisons de plus, notamment lorsque son club remporte une Coupe de la CAF en 1996. L'on sait, néanmoins, qu'il n'a pas participé à la finale de cette compétition.

## Sélection en équipe nationale
1. 08/01/1989 Rabat : Maroc vs Zambie 1 - 0 Elim. CM 1990
2. 22/01/1989 : Tunis : Tunisie - Maroc : 2 - 1 Elim. CM 1990
3. 22/03/1989 Bejaia : Algérie vs Maroc 1 - 1 Amical
4. 23/04/1989 Marrakech : Maroc vs Mali 1 - 1 Elim. CAN 1990
5. 25/06/1989 Lusaka : Zambie vs Maroc 2 - 1 Elim. CM 1990
6. 04/10/1992 Mali vs Maroc à Bamako 2 - 1 Elim. CAN 1994
7. 11/10/1992 Casablanca : Maroc vs Ethiopie 5 - 0 Elim. CM 1994
8. 25/10/1992 Cotonou : Bénin vs Maroc 0 - 1 Elim. CM 1994
9. 08/11/1992 Casablanca : Maroc vs Egypte 0 - 0 Elim. CAN 1994
10. 20/12/1992 Tunis : Tunisie vs Maroc 1 - 1 Elim. CM 1994
11. 17/01/1993 Addis Abeba : Ethiopie vs Maroc 0 - 1 Elim. CM 1994
12. 31/01/1993 Casablanca : Maroc vs Bénin 5 - 0 Elim. CM 1994
13. 28/02/1993 Casablanca : Maroc vs Tunisie 0 - 0 Elim. CM 1994
14. 04/07/1993 Lusaka : Zambie vs Maroc 2 - 1 Elim. CM 1994
15. 17/07/1993 Dakar : Sénégal vs Maroc 1 - 3 Elim. CM 1994
16. 22/09/1993 Casablanca : Maroc vs Algérie : 0 - 0 Amical
17. 10/10/1993 Casablanca : Maroc vs Zambie : 1 - 0 Elim. CM 1994